# Karen Berger
Karen Berger (New York City, 26 febbraio 1958) è una curatrice editoriale statunitense, nota per aver co-fondato l'etichetta Vertigo per la DC Comics in collaborazione con la presidente Khan, Dick Giordano e Paul Lavitz.
Nella seconda metà degli anni novanta, le serie di cui è editor prendono il nickname Bergerverse dal momento che si distinguono dal resto dell'universo supereroistico DC sia come tematiche sia come target di lettori (una platea più adulta e post-adolescenziale). In qualità di editor, supervisiona la creazione di serie a fumetti di successo come Sandman, The Invisibles, Hellblazer e Preacher. Dal 2017 lavora alla Dark Horse Comics per la quale ha creato l'imprint Berger Books di cui è l'editor.

## Carriera

### Debutto e primi lavori alla DC Comics (1979-1993)
Dopo essersi laureata in Storia dell'arte al Brooklyn College nel 1979, all'età di 21 anni decise di sostenere un colloquio per lavorare alla DC Comics (storica casa editrice di Superman, Batman e Wonder Woman), pur non essendo appassionata di fumetti. Nonostante questo venne assunta come assistente dell'editor e autore Paul Levitz. Come primo incarico, divenne editor della testata antologica House of Mystery, dedicata a storie di genere horror, fantasy e mystery, curando in particolare la serie I…Vampire. Berger ha sostenuto di essere arrivata a lavorare per la casa editrice nel momento giusto in quanto la DC era reduce dall'anno più difficile della propria storia (il 1978) che aveva visto un collasso delle vendite passato alla storia del fumetto come DC Implosion e, nel 1981, Jenette Khan ne divenne Presidente e Editore. La casa editrice necessitava di un profondo rinnovamento, il che avrebbe permesso a Berger (in accordo con Jenette Khan) di portare l'attenzione su nuovi autori e nuovi generi che esulavano da quello supereroistico.
Nel 1983 lavorò ad un progetto dedicato ad un pubblico femminile, la serie Amethyst Princess of Gemworld, scritta da Dan Mishkin e disegnata da Ernie Colon. Nel 1985 diventò editor della testata di Wonder Woman scritta da George Pérez, la quale aveva il compito di rilanciare il personaggio in seguito al reboot di Crisi sulle terre infinite. L'influenza di Berger permise l'inserimento nella serie di tematiche adulte e riportò alla luce l'elemento femminista del personaggio, oltre a definire il ruolo cardine di comprimari come Ermes ed Ercole. Berger non era però interessata particolarmente ai supereroi, soprattutto quelli classici e indirizzati ad un pubblico adolescenziale; il suo desiderio era promuovere opere che lei stessa avrebbe letto e, per sua ammissione, non era cresciuta leggendo fumetti. Questo la portava a ricercare storie che potessero rivolgersi a lettori adulti e affrontassero tematiche di attualità, storiche, fantasy, horror o crime.

L'occasione che avrebbe portato ad una svolta nella sua carriera e avrebbe avuto un certo impatto sulla storia della DC Comics si presentò nel 1984 quando divenne l'editor della serie The Saga of the Swamp Thing. La serie aveva rilanciato a partire dal 1982, la Creatura della Palude creata da Len Wein e Berni Wrigthson nel 1971 e che già aveva avuto una serie a lei dedicata (tra il 1972 e il 1976). Berger prese il posto di editor dallo stesso Len Wein con il n. 25 (dal titolo "The Sleep of Reason") e si ritrovò un team creativo che vedeva ai testi lo scrittore britannico Alan Moore (scelto da Wein), e ai disegni Steve Bissette e John Totleben. Da subito fu entusiasta delle storie di Moore ed arrivò a dichiarare: «Penso che Alan Moore sia il primo scrittore di fumetti mainstream a scrivere per lettori adulti». Il problema era che la serie veniva ancora pubblicata con l'approvazione del Comics Code Authority e per le tematiche e alcuni disegni graficamente espliciti si arrivò ad uno scontro con le regole del Codice dei fumetti, ormai in vigore dagli anni Cinquanta e avendo concesso poche deroghe. 

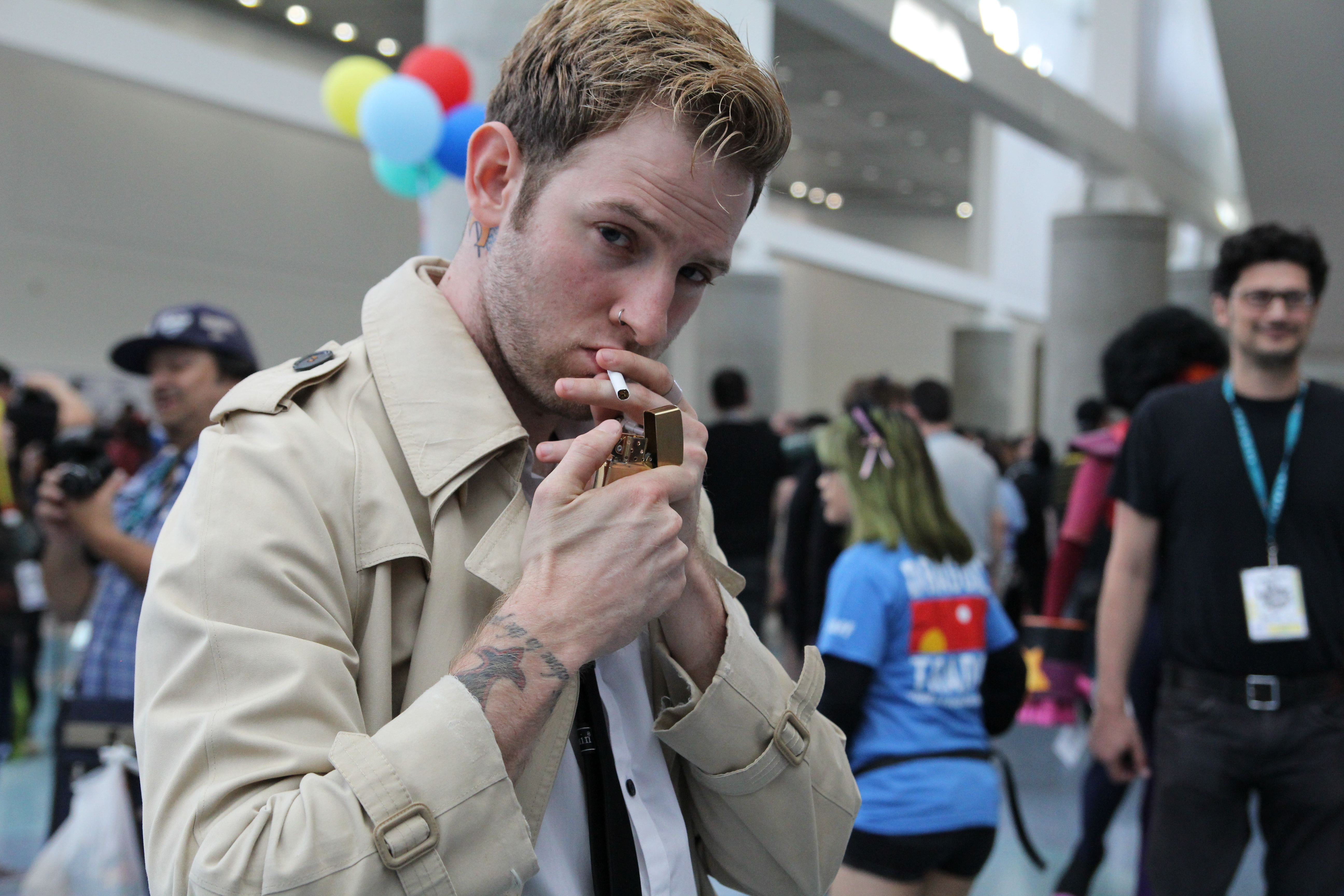
Cosplay del 2016 di John Constantine, personaggio creato da Alan Moore su Swamp Thing e sviluppato da Jamie Delano su Hellblazer, testate sotto l'egida di Karen Berger.

 L'albo che scatenò le polemiche fu il n. 29 (ottobre, 1984) dal titolo "Love and Death". Nonostante le obiezioni dell'Autorità sui Fumetti, i vertici della casa editrice a partire dal presidente Khan e da Dick Giordano (redattore capo) appoggiarono il lavoro di Moore e di Berger e quindi la serie continuò ad essere pubblicata senza il banner del Comics Code Authority ma con l'avvertenza "Mature Readers" (ovvero per lettori adulti).
Berger aveva quindi creato un precedente che le avrebbe permesso di aprire la strada a nuove serie e progetti creati per lettori adulti portando quindi i team creativi a poter sperimentare coi generi e delineare storie più sofisticate. Il primo nuovo titolo "Mature Readers" di Karen Berger fu Hellblazer che debuttò nel 1988 e vedeva come protagonista John Constantine creato dallo stesso Moore sulle pagine di Swamp Thing; il team creativo che lanciava la serie proveniva dal Regno Unito ed era composto da Jamie Delano e John Ridgway. Difatti in questo periodo Berger cercò e incontrò nuovi autori e artisti britannici quali Grant Morrison, Peter Milligan e Neil Gaiman per portarli a lavorare alla DC su opere che portassero nuove idee nei comic statunitensi e che fossero indirizzate ad un pubblico adulto. Nacque così la nuova serie su Animal Man di Morrison nel settembre 1988 e l'anno successivo lo scrittore scozzese prese anche le redini della Doom Patrol (dal n. 19, febbraio 1989). Nel 1990 debuttò la nuova serie Shade, the Changing Man di Peter Milligan, che reinterpretava il personaggio creato da Steve Ditko con storie psichedeliche e bizzarre, mentre Neil Gaiman si cimentò sulla miniserie Black Orchid. Berger fu particolarmente impressionata dalle sue capacità di scrittore e gli propose di rilanciare in chiave moderna un personaggio della Golden Age quale Sandman. Gaiman rivoluzionò completamente il personaggio, arrivando a creare una serie fantasy entrata nella storia del fumetto.

### Periodo Vertigo (1993-2013)

Il logo dell'etichetta editoriale Vertigo

Le serie curate da Karen Berger, indirizzate ad un pubblico adulto e realizzate da autori che andarono a formare quella che, tra gli anni ottanta e i primi anni novanta, viene nominata British Invasion, gettarono le basi per una nuova etichetta editoriale, ovvero la Vertigo, che si proponeva di adottare un nuovo storytelling, nuove tematiche e un'attitudine al mondo dei comics senza precedenti. La tagline per il nuovo imprint era "The Shock of the New".. Questo però fu il frutto di un processo iniziato diversi anni prima e che aveva visto nei titoli curati da Karen Berger la pietra angolare su cui costruire il nuovo progetto editoriale. Infatti fu durante un meeting tra il presidente Jenette Khan, Paul Levitz e Dick Giordano che si decise che le serie "Mature Readers", curate come editor da Berger, necessitavano di un imprint separato. Tra i due titoli di lancio della Vertigo vi sono la miniserie Death: l'alto costo della vita, spin-off di Sandman con protagonista sua sorella la Morte, ed Enigma, miniserie di Peter Milligan e Duncan Fegredo. Berger dichiarò in proposito: «Sono davvero soddisfatta per la nascita e l'evoluzione della linea (editoriale). Persone che non erano più interessate ai fumetti da quando erano ragazzini, ora possono tornare a guardarli con stupore grazie al materiale fresco e innovativo che proponiamo».
Dopo diversi anni in qualità di curatrice di serie di successo per l'etichetta, nel 2006 Berger venne nominata Executive Editor Vertigo e Senior Vice-President DC Entertainment, ruolo che le concedeva maggiore potere decisionale nella scelta delle pubblicazioni, impedendole al contempo di lavorare a stretto contatto con gli autori come in precedenza. Nel 2007 fondò l'etichetta Minx dedicata ad un pubblico femminile adolescente, la quale chiuse dopo appena un anno a causa delle scarse vendite. Nel 2013, in seguito a diversi contrasti con la dirigenza della casa editrice e all'avvento del rilancio The New 52, Karen Berger lasciò la DC Comics e il suo incarico di direttore della Vertigo passò a Shelly Bond. Il suo abbandono concluds anche momentaneamente la sua carriera nel mondo del fumetto, che riprese nel 2016..
Quando, nel giugno 2019, la DC annunciò la chiusura dell'imprint Vertigo, Karen Berger dichiarò che questa mossa era inevitabile visto che l'attuale dirigenza della casa editrice era ormai dominata da interessi corporativi. Affermò inoltre che non vi era più interesse da parte del gruppo di prendersi dei rischi a livello creativo, tendenza che in parte spiegava i dissapori nati già qualche anno prima tra lei e il presidente dell'epoca Diane Nelson, contrasti che la portarono nel 2012 ad annunciare l'imminente divorzio da una casa editrice con la quale collaborava dal 1979. L'effettivo abbandono dei suoi ruoli avvenne nel marzo 2013. Ribadì comunque che era stato un onore dirigere un imprint editoriale che, grazie ai suoi collaboratori e autori di talento, «ha cambiato le regole del gioco». Indubbiamente uno dei principali obbiettivi raggiunti da Berger da editor della Vertigo è quello di essere riuscita (tra gli anni novanta e i duemila) ad aver raggiunto una fascia di lettori più adulta, allargando l'interesse verso i fumetti presso il mondo femminile e chi non è allettato dal genere supereroistico. Inoltre la strategia di marketing, ormai seguita da ogni editore, prevedeva che la vita dei comic non si esaurisse nelle fumetterie ma che, attraverso graphic novel e riedizioni in raccolte trade paperback (i volumi rilegati con copertina rigida), le opere raggiungessero le librerie e un visibilità presso un pubblico nuovo e più ampio.

### La breve collaborazione con Image Comics (2016)
Dopo tre anni di inattività in seguito all'allontanamento dalla DC, Karen Berger trovò l'opportunità e la motivazione di tornare al lavoro grazie alla Image Comics. Lei stessa ammise che una collaborazione di questo tipo sarebbe stata impensabile negli anni novanta. Infatti la linea Vertigo (nata nel 1993) era scaturita, in parte, anche come reazione alla fondazione della Image, avvenuta un anno prima nel 1992. La nuova casa indipendente garantiva agli autori piena libertà creativa e di controllo sui diritti per quanto riguarda i personaggi da loro creati. Anche la Vertigo si era mossa in questa direzione lasciando agli autori la proprietà dei personaggi da loro creati, almeno quando non si riprendevano character già di proprietà della casa editrice come, per esempio, nel caso di Swamp Thing o la Doom Patrol. All'inizio però la differenza a livello creativo non poteva essere più marcata. Come affermò Berger, la Image puntava sul genere supereroistico con uno storytelling che esaltava l'azione e i disegni dinamici con corpi ipertrofici sullo stile di Rob Liefeld, Jim Lee, Todd McFarlane e Erik Larsen. La Vertigo invece puntava sulla narrazione e i dialoghi con attenzione alle idee e ai generi non supereroistici. A distanza di oltre un ventennio questa differenza era ormai sfumata e la Image produceva fumetti che affrontavano tematiche e generi tra i più disparati, e le produzioni offerte ricordavano a Berger, per qualità e innovazione, i primi anni della Vertigo.
Qualcosa però non funzionò nel rapporto tra Image e Karen Berger. Il 28 settembre 2016 debuttò la serie Surgeon X, curata da Berger come editor, scritta da Sara Kenney e disegnata da John Watkiss. Subito dopo però Karen intavolò delle trattative con la Dark Horse Comics, casa editrice indipendente e rivale storica della Image. Questa gli garantì un suo imprint (denominato Berger Books) e condizioni lavorative che la portarono a lasciare la Image e passare alla Dark Horse.

### Dark Horse Comics: Berger Books (dal 2017)
Nel 2017 venne annunciata una nuova etichetta curata e fondata da Berger per la casa editrice Dark Horse, che prese il nome di Berger Books. Karen Berger si disse entusiasta della possibilità di lavorare con lo staff della Dark Horse, che le garantiva la possibilità di tornare a lavorare come editor di un imprint dove vi fosse spazio per sperimentare con i generi collaborando con autori e artisti talentuosi, capaci di proporre idee innovative. Ovviamente come nel caso della Vertigo, i Berger Books erano contrassegnati dal banner "Mature Readers" (ovvero per lettori adulti). Per Berger si trattò di un ritorno a quanto fatto nella seconda metà degli anni ottanta e con la Vertigo fin quando le era stato possibile.
La linea editoriale debuttò il 31 gennaio 2018 con la miniserie Kitchen Knightmares: Hungry Ghost. Ai testi vi era il celebre autore, chef e pluripremiata star televisiva Anthony Bourdain, coadiuvato dall'acclamata scrittrice Joel Rose, mentre i disegni erano affidati ad Alberto Ponticelli e Vanessa del Rey. L'opera era stata pubblicata dalla Vertigo. Si tratta del titolo che aprì la prima ondata di pubblicazioni di Berger Books che prevedono serie regolari e graphic novel. Tra queste vi sono: Incognegro: Renaissance (trattante il tema del razzismo), prequel della graphic novel Incognegro: A Graphic Mistery, pubblicata 10 anni prima; la nuova serie Mata Hari di Emma Beeby, Ariela Kristantina e Pat Missoni; The Seeds di Ann Nocenti e David Aja. Compito dell'imprint di Berger è anche quello di recuperare in nuove edizioni opere del passato e la prima è The Originals di Dave Gibbons, vincitrice dell'Eisner Award per il miglior album grafico nel 2005. 

## Riconoscimenti
- 1990 Inkpot Award
- 1992 Eisner Award - Miglior editor per Sandman, Shade: the Changing Man, Kid Eternity, e The Books of Magic (DC).
- 1994 Eisner Award - Miglior editor (a pari merito con Mike Carlin) per Sandman (DC/Vertigo); Death: L'alto costo della vita (DC/Vertigo).
- 1995 Eisner Award - Miglior editor per Sandman, Sandman Mystery Theatre (DC/Vertigo).
- 2018 Eisner Award - Hall of Fame